# Megan Quann
Megan Quann (Tacoma, 15 gennaio 1984) è una nuotatrice statunitense.
Specializzata nella rana ha vinto due medaglie d'oro ai Giochi olimpici di Sydney 2000.
Dopo il matrimonio con Nathan Jendrick, ha preso il suo cognome e ora gareggia con il nome di Megan Jendrick.

## Palmarès
- Giochi olimpici

Sydney 2000: oro nei 100m rana e nella 4x100m misti.
Pechino 2008: argento nella 4x100m misti.
- Mondiali

Fukuoka 2001: argento nella 4x100m misti.
Melbourne 2007: argento nei 200m rana.
- Giochi PanPacifici

Sydney 1999: oro nella 4x100m misti e argento nei 100m rana.
Victoria 2006: argento nei 100m rana.
- Universiadi

Smirne 2005: oro nei 50m rana, nei 100m rana e nella 4x100m misti.